# Impregilo
Impregilo SpA (Borsa Italiana : IPG) était le principal groupe italien de bâtiment et travaux publics dont le siège social est situé à Sesto San Giovanni près de Milan après l'entreprise Astaldi SpA. En 2009, son chiffre d'affaires était de 2,7 milliards €uros pour un résultat brut de 77,6 millions €uros.
Le groupe est présent dans quatre secteurs d'activités :
- Réalisation de grands ouvrages : routes, autoroutes, ponts, tunnels, voies ferrées, centrales électriques...
- Systèmes pour l'environnement : traitement des eaux, usines de dessalement, usines de traitement des déchets urbains, production d'électricité à partir de déchets...
- Concessions de service public : aéroports, autoroutes, distribution d'eau...
- Services immobiliers : gestion technique et maintenance d'ensembles immobiliers, d'hôpitaux, d'universités, etc.

Impregilo SpA est une société cotée à la bourse de Milan. Son capital social est de 716 millions d'euros et l'entreprise dispose d'un carnet de commandes qui s'élève à plus de 13 milliards d'euros. 

## Histoire
Depuis 1929, le groupe Fiat SpA disposait d'une filiale spécialisée dans la réalisation de grands ouvrages de génie civil dans le monde entier et la construction d'usines, Fiat Impresit. L'entreprise générale Fiat Impresit a été, entre autres, le principal intervenant dans le sauvetage des Temples d'Abou Simbel en Égypte, en 1968.
Fin 1989, Fiat Impresit et Cogefar, autre grande entreprise italienne de constructions, fusionnent pour créer Cogefar-Impresit SpA. Quelques années plus tard, en 1993, les entreprises Girola et Lodigiani, avec qui Fiat Impresit a souvent travaillé à l'étranger, rejoignent la nouvelle entité et forment le groupe Impregilo (Impre-Gi-Lo). D'autres sociétés sont également rachetées comme la société d'ingénierie Castelli. Franco Carraro est nommé président du groupe cette même année.
Depuis la fin 2005, environ 30 % du capital est détenu par le groupe italien IGLI SpA à la suite de la cession de la part détenue par Gemina, jusqu'alors actionnaire de référence.
En 2006, Fisia-Italimpianti et sa filiale Fisia Babcock reviennent à 100 % dans le giron d'Impregilo SpA. Des voix persistantes dans les milieux financiers soutiennent que les groupes Impregilo SpA et Astaldi SpA, les deux majors du secteur en Italie, vont fusionner. 
En février 2007, le capital du groupe IGLI SpA est uniformément réparti entre ses 3 actionnaires : les sociétés Argofin du groupe Gavio SpA, Autostrade SpA du groupe Benetton et Immobiliare Lombarda du groupe Ligresti.

## Principaux secteurs d'activité
Le groupe Impregilo intervient au niveau mondial dans différentes spécialités :
- les grands projets :
  - aéroports,
  - autoroutes,
  - barrages, centrales hydro-électriques, à gaz où nucléaires,
  - voies ferrées normales et à grande vitesse comme la ligne AV-AC - Alta Velocità-Alta Capacità Tortona/Novi Ligure-Gênes (ligne TGV),
  - tunnels,
  - métros,
  - ponts et viaducs,
  - ports et ouvrages maritimes ;

- systèmes pour l'environnement :
  - usines de dessalement d'eau et stations de traitement des eaux potables,
  - stations d'épuration des eaux usées,
  - incinérateurs ;

- constructions :
  - bâtiments industriels et logements,
  - bâtiments publics,
  - hôpitaux et cliniques ;

- concessions de service public :
  - autoroutes,
  - aéroports,
  - hôpitaux.

## Principaux marchés
Bien que le groupe ait déjà travaillé dans quasiment tous les pays du monde, ses marchés principaux sont :
- Europe
  - Allemagne, Grèce, Islande, Italie, Portugal
- Asie
  - Arabie saoudite, République populaire de Chine, Pakistan
- Amérique du Sud
  - Argentine, Brésil, Chili, Venezuela
- Afrique
  - Libye.

## Principales réalisations
Les projets auxquels Fiat Impresit et Impregilo ont participé comprennent des bâtiments de services publics, des autoroutes, des aéroports, des barrages, des systèmes de captage, transport et approvisionnement en eau, les systèmes de traitement des déchets ménagers et industriels, des hôpitaux et l'aménagement du territoire. Outre la construction de la quasi-totalité des usines du groupe Fiat dans le monde, les ouvrages les plus importants sont : 
- le barrage de Kariba à la frontière du Zimbabwe et de la Zambie (1959)[1] ;
- le barrage de Dez en Iran (1963)[2] ;
- le sauvetage des Temples d'Abou Simbel en Égypte (1968)[3] ;
- le barrage de Tarbela au Pakistan (1976), le plus grand barrage en terre du monde[4],[5] ;
- le projet Lesotho Highlands Water (1998)[6] ;
- le réseau autoroutier Ecorodovias au Brésil (2002)[7] ;
- le barrage de Ghazi-Barotha au Pakistan (2002)[8] ;
- le barrage de Nathpa Jhakri en Inde (2003)[9] ;
- l'usine de dessalement Jebel Ali L1 aux Émirats arabes unis (2005), la plus grande usine de dessalement d'eau au monde[10] ;
- le complexe hydroélectrique de Kárahnjúka en Islande (2008)[11] ;
- les lignes à grande vitesse Turin-Milan et Bolgne-Florence en Italie (2008)[12].

Au 30 juin 2005, juste avant l'entrée dans son capital de la société IGLI SpA, le groupe Impregilo avait construit :
- 5 500 km de voie ferrées et lignes à grande vitesse,
- 30 000 km de toutes et autoroutes,
- 56 km de ponts et viaducs,
- 175 barrages dans 80 pays,
- 185 projets hydroélectriques,
- 95 tunnels dans 27 pays.

Impregilo, en association avec les sociétés espagnole Sacyr Vallehermoso, belge Jan de Nul et panaméenne Cusa, a remporté l'appel d'offres pour l'élargissement du canal de Panama, dont les travaux ont été achevés en 2016. 
Impregilo a également participé à la construction du tunnel de base du Saint-Gothard, qui a été inauguré le 1er juin 2016.
Impregilo est le mandataire du consortium d'entreprises pour le projet de construction du pont de Messine qui a été lancé par le Président du Conseil italien, Silvio Berlusconi, le 6 mars 2009. Le projet, après avoir été mis en sommeil par les gouvernements successifs, a été relancé en 2023. Des travaux préliminaires sont programmés pour le printemps 2024. Le groupement mené par le groupe italien Salini Impregilo devenu Webuild SpA, va lancer la première tranche des travaux préliminaires au printemps 2024.

### Le pont de Messine
En octobre 2005, le groupe Impregilo SpA, mandataire d'un groupement d'entreprises, est déclaré adjudicataire de l'appel d'offres international lancé par l'État italien pour le financement et la construction du pont sur le détroit de Messine, en battant sur le fil le dernier groupe en lice, l'italien Astaldi SpA. Le montant global du marché était de 3,88 milliards d'euros (valeur 2005). Le planning contractuel du projet imposait que les travaux soient réalisés en 70 mois (6 ans) au maximum.

Le marché global a été signé par le premier gouvernement Berlusconi le 27 mars 2006.
L'approbation du projet définitif et donc des plans d'exécution par le CIPE - Comité Interministériel italien de Programmation Économique et par la société concessionnaire "Stretto di Messina" dirigée par Impregilo, devait intervenir sous 10 mois après la signature du marché global. Durant ce laps de temps, c'est-à-dire jusqu'à l'été 2007, le gouvernement italien et la société « Stretto di Messina S.p.A. » pouvaient renoncer au projet. L'abandon du projet comportait une pénalité croissante avec la date à laquelle cette décision serait prise et notifiée.
C'est en octobre 2007 que le Parlement italien, issu des élections qui ont renversé le gouvernement Berlusconi, vota la mise en sommeil du projet et de la société Stretto di Messina. La proposition de la majorité et du gouvernement Prodi n'a pas été retenue, à cause du refus du parti Italia dei Valori d'Antonio Di Pietro, qui voulait intégrer la société Stretto di Messina dans l'ANAS - Azienda Nazionale Autonoma delle Strade, une forme de Direction de l'équipement italienne.

### L'usine d'incinération de Naples
En 2000, la société "Fibe SpA", créée lors du regroupement des activités de traitement des ordures ménagères des sociétés Fisia-Italimpianti, Impregilo, Fisia Babcock et Evo Oberrhausen, est désignée adjudicataire à la suite de l'appel d'offres d'État pour la réalisation de plusieurs incinérateurs d'ordures ménagères de la région de Naples et de la collecte des déchets. Les sociétés Fibe et Fibe Campania sont des sociétés appartenant au groupe Fisia-Italimpianti, contrôlé à 100 % par Impregilo. 
Une des raisons principales pour lesquelles le groupe Impregilo a remporté ce contrat était la durée réduite d'étude et de construction de l'incinérateur. Le délai annoncé était de seulement 300 jours ouvrés pour la réalisation du complexe d'Acerra.

## Conseil d'administration
Composition du conseil d'administration au 7 décembre 2007 selon les communications officielles déposées auprès de la CONSOB - Commissione Nazionale per le Società e la Borsa, la COB italienne :
- Président : Massimo Ponzellini
- Vice-Président : Giovanni Castellucci aussi conseiller de Atlantia,
- Vice-Président : Antonio Talarico aussi conseiller de Immobiliare Lombarda SpA, Milano Assicurazioni SpA et de Fondiaria Sai
- Administrateur délégué : Alberto Rubegni,

## Les actionnaires
Jusqu'en juin 2005, l'ancienne société du groupe Fiat avait un actionnaire de référence, le groupe GEMINA SpA qui a cédé sa participation en deux phases à la société financière IGLI SpA.
Au 1er juillet 2005, le capital de la société était réparti entre :
- IGLI SpA : 16,89 % - IGLI SpA est détenu par TeSir S.r.l. (Groupe Techint de la famille Rocca), Argo Finanziaria S.p.A. (Groupe Gavio), Autostrade per l'Italia S.p.A. (groupe Benetton), Efibanca S.p.A. et Sirti SpA.
- Gemina SpA : 11,829 %,
- Banca Popolare di Milano : 3,084 %,
- Assicurazioni Generali SpA : 2,136%,
- Lazard AM (2,015%).

Le reste du capital, 64,046 %, est représenté par le flottant coté à la Bourse de Milan.
Au 4 février 2008 selon les données Consob, le capital du groupe Impregilo SpA est détenu par :
- IGLI SpA : 29,96 % - IGLI SpA est détenu par Autostrade per l'Italia SpA du groupe Benetton (33,33 %), Argo Finanziaria du groupe Gavio (33,33 %) et Immobiliare Lombarda du groupe Fondiaria Sai du groupe Ligresti (33,34 %).
- Centaurus Capital LP : 5,828 %
- FMR LLC : 5,104 %
- S.W. Mitchell Capital LLP : 3,156 %
- le Groupe d'assurances Generali : 3,101 %
- le Groupe Banca Popolare di Milano : 2,959 %
- DWS Investments Gmbh : 2,402 %
- Royal Bank of Scotland : 2,176 %
- Gandhara Advisors Europe LLP : 2,157 %

En 2011, le groupe Gavio rachète les participations détenues par les autres associés d'IGLI SpA et en devient l'actionnaire de référence avec 29,96 %.
En juin 2012, le groupe Salini SpA rachète en bourse 29,94 % d'Impregilo et devient co-actionnaire de référence de la société.
En 2013, le groupe Salini SpA rachète la participation de 29,96 % détenue par le groupe Gavio dans Impregilo, lance, comme l'impose la loi italienne, une OPA sur le reste du capital. En 2014, les deux groupes fusionnent pour donner naissance à Salini Impregilo SpA. En 2019, Salini Impregilo SpA rachète l'entreprise Astaldi SpA. Le groupe est renommé Webuild SpA en 2020. 